# Höfliche Paparazzi
Höfliche Paparazzi (oder Wir höflichen Paparazzi) ist der Name eines deutschsprachigen Forums, das Berichte von zufälligen Begegnungen mit Prominenten sammelt.

## Geschichte
Christian Ankowitsch hat gemeinsam mit Tex Rubinowitz das Forum im Herbst 1999 gegründet. Ursprünglich wurden darin unter dem Schlagwort Alles Bonanza Erinnerungen an die 1970er-Jahre thematisiert. Später kamen unter der Bezeichnung Höfliche Paparazzi Beiträge zu Begegnungen mit bekannten Persönlichkeiten hinzu. Es entwickelte sich jedoch eine regelrechte Auseinandersetzung zwischen den Alles-Bonanza-Interessierten und den Höflichen Paparazzi. Aus diesem Grund wurde das Forum im Sommer 2003 in alles-bonanza.de und hoefliche-paparazzi.de aufgeteilt.
Das Forum wurde für den Grimme Online Award 2004 nominiert. Im Oktober 2005 ging durch einen Festplattencrash eine größere Anzahl von Beiträgen aus den Monaten Juli bis Oktober desselben Jahres verloren.

## Autoren
Einige der etwa 600 Schreiber der Höflichen Paparazzi waren oder sind selbst bekannte Kulturschaffende. So etwa Holm Friebe, Sascha Lobo, Tex Rubinowitz, Hermes Phettberg, Wolfgang Herrndorf (dessen Schreiben durch das Forum wesentlich beeinflusst wurde), Wolfgang Müller, Felix Kubin, Joachim Lottmann, Murmel Clausen, Isabel Bogdan und Kathrin Passig, häufig auch unter wechselnden Pseudonymen. Ein großer Teil der Mitglieder der Zentralen Intelligenz-Agentur, eines Publizistennetzwerkes, lernte sich ursprünglich in Höflichen Paparazzi kennen.

## Rezeption
Ausgewählte Texte des Forums erschienen mittlerweile in Buchform, Lesungen fanden unter anderem im Deutschen Theater, im Schauspielhaus Zürich und in den Münchner Kammerspielen statt. Das Forum war auch der erste Auftrittsort der Kunstfiguren Supatopcheckerbunny und Hilfscheckerbunny von Ulrike Sterblich (als Autorin) und Tex Rubinowitz (als Zeichner), die später Gegenstand von Beiträgen in der Satirezeitschrift Titanic, Büchern und Vortragsreihen (gemeinsam mit Stese Wagner) bildeten.
Holm Friebe beschrieb Höflichen Paparazzi im Herbst 2013 rückblickend als „Sammelbecken für Menschen mit einem gemeinsamen Interesse an klugen Gedanken und handwerklich gut gemachten Sätzen […]. Die oberste Regel des Forums lautet: Es gilt das geschriebene Wort, ohne Ansehen der Person […]. So entstand eine fröhliche Parallelwelt in der Staatsform der Meritokratie: Die härtere Pointe und das rigorosere Urteil regierten.“

## Veröffentlichungen
- Christian Ankowitsch u. Tex Rubinowitz (Hrsg.): Wie Franz Beckenbauer mir einmal viel zu nahe kam. Höfliche Paparazzi und ihre kuriosen Begegnungen mit Prominenten. Eichborn, Frankfurt am Main 2004, ISBN 3-8218-5558-4.